# Bori (Benin)
Bori è un arrondissement del Benin situato nella città di N'Dali (dipartimento di Borgou) con 21.426 abitanti (dato 2006).